# Oxycorynus armatus
Oxycorynus armatus is een keversoort uit de familie Belidae. De wetenschappelijke naam van de soort is voor het eerst geldig gepubliceerd in 1844 door Buquet.